# Yunus Emre Konak
Yunus Emre Konak (* 10. Januar 2006 in Batman, Türkei) ist ein türkischer Fußballspieler. Er steht seit Januar 2024 in Diensten vom englischen Fußballverein FC Brentford und ist türkischer Nachwuchs-Nationalspieler.

## Karriere
Yunus Konak ist ein bodenständiger 1,81 Meter großer Mittelfeldspieler und als eher aggressiv-spielender Ballrückeroberer agiert er hauptsächlich im defensiven Mittelfeld. Zu seinen fußballerischen Stärken zählen sein Passspiel und seine physische Stärke.

### Vereine

#### Nachwuchs
Konak kam 2006 im südostanatolischen Batman zur Welt. Dort begann er 2016 in seiner Kindheit mit dem Vereinsfußball als lizenzierter Nachwuchsspieler bei Batman Tüpraşspor. Später wechselte er im Januar 2018 innerhalb der Großstadt zu 1955 Batman Belediyespor. Dort verblieb er kein Jahr und wechselte im Oktober mit 12 Jahren nach Zentralanatolien zur Fußballakademie des türkischen Süper-Ligisten Sivasspor. Bei Sivasspor begann Konak anfänglich für zwei Saisons bei den U14-Junioren zu spielen in der türkischen U14-Eliteliga. Mit seiner U14-Mannschaft beendete er die zwei Saisons jeweils als Gruppensieger. Die türkischen minderjährigen Nachwuchs-Spielwettbewerbe 2020/21 waren ausgesetzt, aufgrund der COVID-19-Pandemie, somit kam er in dieser Zeit zu keinen Spieleinsätzen.
In der Saison 2021/22 wurde Konak mit 15 Jahren anfänglich bereits bei den U17-Junioren eingesetzt, dies war verfrüht, im Rest der Saison spielte er nur noch für die U16-Junioren in der türkischen U16-Eliteliga. Er erreichte mit seiner U16-Mannschaft als Gruppensieger die U16-Meisterschafts-Playoffs, dabei gelangen sie dort bis ins Finale und unterlagen dem Finalgegner. In seiner letzten Junioren-Saison für Sivasspor kam Konak 2022/23 bei den U17-Junioren zum Einsatz in der türkischen U17-Eliteliga A und zum Saisonende gewann er mit seiner U17-Mannschaft in den Playoffs im Mai 2023 den Meistertitel.

#### Profi
Nach seinen erfolgreichen Junioren-Leistungen erhielt Konak im Juli 2023 zur Süper Lig 2023/24 bei Sivasspor seinen ersten Profivertrag. Unter dem Cheftrainer Servet Çetin etablierte sich Konak bereits mit 17 Jahren auf Anhieb bei den Profis in der Startformation im defensiven Mittelfeld. Im Oktober 2023 wurde er von The Guardian zu den 60 besten Nachwuchsspielern des Weltfußballs auf Basis des Geburtsjahrgangs 2006 auserkoren. In der Hinrunde der Saison 2023/24 gehörte der minderjährige Konak mit seinen Leistungen bereits zu den zehntbesten Zweikämpfern und Ballabfängern der Süper-Lig-Saison an.
Nach seinen Süper-Lig-Leistungen und Aufstieg zum U21-Nationalspieler mit 17 Jahren interessierten sich mehrere europäische Erstligisten für ihn. Der englische Erstligist FC Brentford verpflichteten Konak nach seiner Volljährigkeit im Januar 2024 in der Winter-Transferperiode für eine Ablöse in Höhe von fünf Millionen Euro. Er erhielt bei den Brentford-Londonern einen Vertrag bis Juni 2029. Er ist gemäß dem FC Brentford anfänglich nicht für die Erstmannschaft eingeplant, sondern man wird ihn erst fußballerisch weiterentwickeln und dann einsetzen.

### Nationalmannschaft
Konak begann seine Nationalmannschafts-Karriere mit zwei Einsätzen im Juni 2023 bei den U18-Junioren der Türkei. Mit der Türkei U18 nahm er im September 2023 am U18-Vaclav-Jezek-Nachwuchsturnier in Tschechien teil. Nach dem sich Konak als Nachwuchsspieler in der professionellen Süper Lig etablierte, spielte er ab Oktober 2023 bereits mit 17 Jahren für die türkische U21-Nationalmannschaft. Er kam dabei im Qualifikationsturnier der U21-Europameisterschaft 2025 zum Einsatz.

## Erfolge
- Mit Sivasspor Junioren
  - Türkische U16-Eliteliga: Vizemeister 2021/22[10]
  - Türkische U17-Eliteliga A: Meister 2022/23[2]